# Le Bois-d’Oingt
Le Bois-d’Oingt – miejscowość i dawna gmina we Francji, w regionie Owernia-Rodan-Alpy, w departamencie Rodan. W 2013 roku populacja gminy wynosiła 2382 mieszkańców. 
W dniu 1 stycznia 2017 roku z połączenia trzech ówczesnych gmin – Le Bois-d’Oingt, Oingt oraz Saint-Laurent-d’Oingt – utworzono nową gminę Val-d’Oingt. Siedzibą gminy została miejscowość Le Bois-d’Oingt.